# Porsche Tennis Grand Prix 2004
Porsche Tennis Grand Prix 2004 — жіночий тенісний турнір, що проходив на закритих кортах з твердим покриттям Filderstadt Tennis Club у Фільдерштадті (Німеччина). Належав до турнірів 2-ї категорії в рамках Туру WTA 2004. Відбувсь удвадцятьсьоме і тривав з 4 до 10 жовтня 2004 року. Друга сіяна Ліндсі Девенпорт здобула титул в одиночному розряді й отримала 98,5 тис. доларів США.

## Фінальна частина

### Одиночний розряд
Ліндсі Девенпорт —  Амелі Моресмо 6–2 ret.
- Для Девенпорт це був 7-й титул в одиночному розряді за сезон і 45-й — за кар'єру.

### Парний розряд
Кара Блек /  Ренне Стаббс —  Анна-Лена Гренефельд /  Юлія Шруфф 6–3, 6–2

## Розподіл призових грошей
| Дисципліна       | П       | Ф       | ПФ      | ЧФ      | 1/8    | 1/16   |
| Одиночний розряд | $98,500 | $53,000 | $28,300 | $15,150 | $8,100 | $4,350 |